# Lyssa adspersus
Lyssa adspersus är en fjärilsart som beskrevs av Regteren Altena 1953. Lyssa adspersus ingår i släktet Lyssa och familjen Uraniidae. Inga underarter finns listade i Catalogue of Life.